# Svay Rieng
Svay Rieng é uma cidade do Camboja, capital da província de Svay Rieng. A cidade é dividida em quatro khums e 18 phums. Nesta, está situada a Universidade Svay Rieng. Sua população, em 2008, era de 23 956 habitantes.